# 창녕 영축산성
창녕 영축산성(昌寧 靈鷲山城)은 대한민국 경상남도 창녕군 영산면에 있는 산성이다.
1983년 12월 20일 경상남도의 문화재자료 제85호 영축산성으로 지정되었다가, 2018년 12월 20일 현재의 명칭으로 변경되었다.

## 개요
영축산에 있는 산성으로, 능선의 병풍처럼 생긴 자연 암반을 북벽으로 하고, 서남쪽의 계곡을 성안에 품어 산꼭대기를 둘러쌓았다.
성의 둘레는 1,500m이고, 높이는 3m, 폭은 4.5m 정도이다. 남쪽의 좁은 계곡을 성문으로 삼고, 좌우의 낮은 지역에는 자연석으로 성벽을 쌓았으며, 높은 암벽을 최대한 활용하면서 능선을 따라 쌓아서 정면에서 보면 마치 이등변삼각형처럼 보인다. 북쪽과 동쪽은 비교적 완전한 편이나, 서쪽은 자연적인 풍화로 붕괴되어 있다.
이 지역은 옛 신라와 가야의 국경지역으로, 전쟁이 자주 일어나자 신라의 침입을 막으려고 가야에서 성을 쌓았던 것으로 추측된다. 임진왜란 때에는 왜군과 치열한 전투를 벌인 곳이라고도 전해온다.
『영산군지』에는 1875년 현감 김봉수가 이 산성을 수리하였다는 기록이 있다. 주변에 옛 무덤들이 분포하고 있는 것으로 보아, 이 산성은 삼국시대부터 조선시대까지 계속하여 사용하였다고 추정된다.

## 참고 자료
- 창녕 영축산성 - 국가유산청 국가유산포털